# Хулак, Крунослав
Крунослав Хулак (хорв. Krunoslav Hulak; 25 мая 1951, Осиек — 23 октября 2015, Загреб) — хорватский, ранее югославский, шахматист, международный мастер по шахматам (1974),  гроссмейстер (1976).

## Шахматная карьера
Чемпион Югославии 1976 года.
В составе команды Югославии участник 3-х олимпиад (1982—1990), Хорватии — 3-х (1992—1996). В 1981 участник зонального турнира ФИДЕ в Бечиче — 2—3-е, в 1987 — в Пукарево — 4-е места. В 1982 в межзональном турнире в Толуке — 11-е, в 1987 — в Загребе — 12-е места.
Лучшие результаты в других международных соревнованиях: Загреб (1973) — 3-е; Варна (1974) — 1—3-е; Винковци (1974 и 1977) — 4—6-е и 3—5-е; Суботица (1975) — 4—5-е; Бар (1977) — 4-е; Тузла (1979 и 1983) — 2—4-е и 3—6-е; Сомбор и Осиек (1980) — 1—2-е; Сент-Максим (1982) — 2—3-е; Баня-Лука (1983) — 1—3-е; Реджо-нель-Эмилия (1983/1984) — 2—3-е места.

## Изменения рейтинга
| Графики недоступны из-за технических проблем. См. информацию на Фабрикаторе и на mediawiki.org. |